# 11429 Demodokus
11429 Demodokus este o planetă minoră (asteroid), cu un diametru de 37,63 km, din Asteroid troian al lui Jupiter. A fost descoperită pe 24 septembrie 1960 la Observatorul Palomar de Cornelis Johannes van Houten și a fost numită după Demodocus⁠(d). 
Obiectul prezintă o orbită caracterizată de o semiaxă mare de 5,2525318 UAi, o excentricitate de 0,028, o înclinație de 17,08109 ° în raport cu ecliptica.